# Saunders-Roe SR.A/1
El Saunders-Roe SR.A/1 fue un prototipo de hidrocanoa de caza diseñado y desarrollado por la firma Saunders-Roe. Fue probado por la Royal Air Force tras la Segunda Guerra Mundial.

## Diseño y desarrollo
El Saro SR.A/1, estaba directamente inspirado en el concepto de hidroavión de caza que la Armada Imperial Japonesa empleó con los Nakajima A6M2-N (una adaptación del Mitsubishi A6M) y el Kawanishi N1K. Un hidroavión está excelentemente preparado para las condiciones del teatro del Océano Pacífico, ya que pueden emplear cualquier zona costera en calma como una base aérea. La contrapartida se da en los aparatosos flotadores, que reducen el rendimiento en comparación a un caza convencional.
En Saunders-Roe se dieron cuenta de que los nuevos turborreactores presentaban una oportunidad de soslayar ese problema. No requiriendo altura libre para una hélice, el fuselaje podía estar en contacto directo con el agua, empleando una configuración de hidrocanoa, con lo que el voluminoso flotador central que se ubicaba bajo el fuselaje podía ser eliminado. La compañía propuso esto al Ministerio del Aire, que a través de la especificación E.6/44 de mayo de 1944 autorizaba el desarrollo de tres prototipos.
El primer prototipo (TG263) voló, pilotado por Geoffrey Tyson, el 16 de julio de 1947. Era un monoplaza monoplano de ala media-alta cantilever que acomodaba a su piloto en un asiento eyectable situado en una cabina presurizada. Este tipo estaba propulsado por turborreactores Metropolitan Vickers F2/4 Beryl. Los motores montados en el primer, segundo y tercer prototipos desarrollaban respectivamente 1.474, 1.588 y 1.746 kg de empuje unitario y aunque este caza de 14 metros de envergadura demostró excelentes prestaciones (una velocidad máxima de 820 km/h, por ejemplo) y tener buen rendimiento y maniobrabilidad, una reconsideración más detenida del concepto llevó a la conclusión de que la necesidad de un aparato de ese tipo había desaparecido con el fin de la Segunda Guerra Mundial, ya que el éxito de los portaaviones había demostrado una manera más eficaz de proyectar el poder aéreo.
Problemas inherentes al aparato eran una cabina demasiado reducida y con marcos demasiado anchos, reduciendo la visión del piloto, aunque el problema mayor fue el fin de la producción de sus motores. El desarrollo se detuvo hasta noviembre de 1950, debido a la Guerra de Corea, aunque la para entonces obsolescencia del modelo comparado con cazas basados en tierra, y la imposibilidad de solucionar el problema de la motorización condujo a la cancelación definitiva del proyecto, volando por última vez en junio de 1951.
Aunque el SR.A/1 nunca recibió un nombre de modo oficial, los trabajadores de Saunders-Roe se referían a él como Squirt.

## Operadores
Reino Unido
- Royal Air Force

## Aparatos conservados
El primer prototipo, con el número de serie TG263 ha sido conservado, y está expuesto en Southampton. Los otros dos aparatos, con los números de serie TG267 y TG271 se perdieron en accidentes durante los cuatro años que se prolongó el programa de vuelos.

## Especificaciones técnicas
Referencia datos: British Flying Boats

### Características generales
- Tripulación: 1
- Longitud: 14,24 m
- Envergadura: 14,02 m
- Altura: 5,11 m
- Superficie alar: 38,6 m²
- Peso vacío: 5.108 kg
- Peso cargado: 7.273 kg
- Planta motriz: 2× turborreactores Metropolitan-Vickers Beryl MVB.2.
  - Empuje normal: 17,2 kN de empuje cada uno.

### Rendimiento
- Velocidad máxima operativa (Vno): 824 km/h
- Techo de vuelo: 14.600 m
- Carga alar: 188 kg/m²
- Empuje/peso: 0,48

### Armamento
- Armas de proyectiles: 4 cañones de 20 mm Hispano Mk 5
- Bombas: 2 bombas o cohetes de 455 kg

### Aeronaves similares
- Convair F2Y Sea Dart